# 그레나딘구

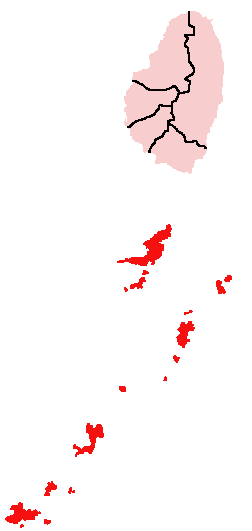
그레나딘구의 위치

그레나딘구(영어: Grenadines Parish)는 세인트빈센트 그레나딘의 구로 행정 중심지는 포트엘리자베스이며 면적은 44km2, 인구는 9,200명(2000년 기준)이다. 그레나딘 제도에 위치한다.